# Plagiogramma frontale
Plagiogramma frontale är en skalbaggsart som först beskrevs av Kirsch 1866.  Plagiogramma frontale ingår i släktet Plagiogramma och familjen stumpbaggar. Inga underarter finns listade i Catalogue of Life.